# Diable de Tasmanie
Sarcophilus harrisii
Pour les articles homonymes, voir Diable (homonymie) et Taz (personnage).
Espèce
Statut de conservation UICN

ENA2be+3e : En danger
Le diable de Tasmanie (palawa kani : purinina, nom scientifique : Sarcophilus harrisii) est une espèce de marsupiaux carnivores ne vivant qu'en Tasmanie, au sud de l'Australie. Disparu du « continent » australien environ 400 ans avant l’arrivée des premiers colons européens en 1788, il a longtemps été considéré comme une menace pour le bétail et a été impitoyablement chassé jusqu’à ce qu’on lui octroie le statut d'espèce protégée à partir de 1941. Depuis les années 1990, un grand nombre de représentants de l’espèce sont victimes d’une tumeur faciale transmissible par morsure, qui réduit fortement sa population.

Tuz, mascotte en forme de diable de Tasmanie.

Le diable de Tasmanie est caractérisé par sa fourrure noire, la forte odeur qu’il dégage lorsqu’il est anxieux, son inquiétant hurlement sonore et son tempérament agressif envers ses congénères quand il mange.
C'est le seul survivant du genre Sarcophilus et le plus grand marsupial carnivore existant depuis l'extinction du thylacine, mais il existe encore d’autres marsupiaux carnivores, bien que plus petits (chats marsupiaux).

## Dénominations
Le diable de Tasmanie tire son nom du cri strident qu’il pousse pour intimider ses rivaux, qui effraya les premiers Européens qui l’entendirent,.
Les aborigènes de Tasmanie ont donné divers noms à l’animal, sans rapport avec la notion de « diable ». Des variantes orthographiques de noms qui avaient été notés par les Européens après la colonisation incluent tar-de-bar (aussi tarrabah ou tardiba,) ou bien pile-lin-ner (aussi poirinnah, par-loo-mer-rer ou purinina, qui a le plus gagné en popularité chez les Australiens et qui a été choisi par le projet Palawa kani, créé en 1999 pour synthétiser les vestiges des langues tasmaniennes et en faire une langue véhiculaire.

## Caractéristiques
Depuis la disparition du loup de Tasmanie en 1936, le diable de Tasmanie est le plus grand marsupial carnivore en Australie. De la taille d’un petit chien, il est de constitution trapue et épaisse, avec une grande tête et une queue boudinée. La graisse corporelle étant emmagasinée dans la queue qui sera souvent plus étroite chez un sujet malade. Fait inhabituel pour un marsupial, ses pattes antérieures sont légèrement plus longues que les postérieures. Le diable de Tasmanie peut courir à 13 km/h sur de courtes distances. La fourrure est habituellement noire, bien que des taches blanches irrégulières sur la poitrine et l'arrière-train soient communes. Les mâles sont habituellement plus grands que les femelles : une longueur de 652 mm (tête comprise), avec une queue de 258 mm et un poids moyen de 8 kg. Les dimensions respectives de la femelle sont de 570 mm, 244 mm et 6 kg. L’espérance de vie moyenne, de six ans dans la nature, peut être plus longue en captivité. Taille au garrot 300 mm.
De longues vibrisses se trouvent autour de la gueule et en touffes sur le dessus de la tête. Elles lui permettent de localiser des proies lorsqu’il fourrage dans l’obscurité et de situer les autres diables lors du repas. Agité, le diable peut produire une odeur forte dont l’âcreté rivalise avec la mouffette. L’ouïe est son sens dominant, mais il jouit également d’un excellent odorat. Puisqu’il chasse la nuit, sa vision semble meilleure en noir et blanc. Dans ces conditions, il peut détecter des objets en mouvement, mais comme beaucoup de prédateurs il a des difficultés pour percevoir les objets statiques. Proportionnellement à sa taille, le diable est le mammifère aux mâchoires les plus puissantes, ceci étant dû en partie à la longueur de sa tête. Un diable de Tasmanie a également un jeu de dents qui croissent doucement tout le long de sa vie.

## Écologie et comportement

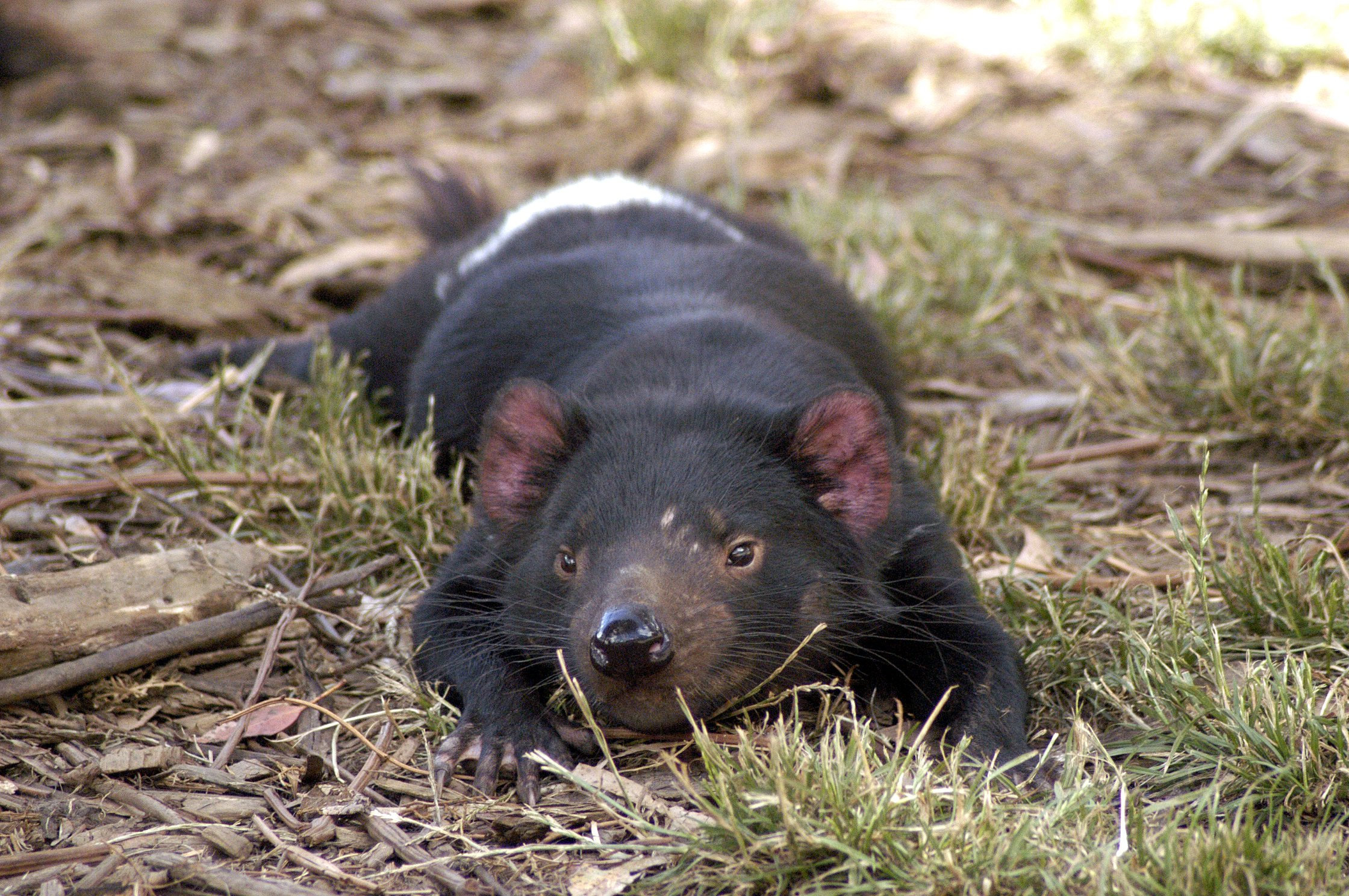
Bien qu’il s’agisse d’animaux nocturnes, les diables de Tasmanie aiment se reposer au soleil ; une blessure par morsure est visible près de l’œil gauche.

Chasseur crépusculaire et nocturne, il passe les journées dans un buisson touffu, un abri naturel ou un terrier. Jeune, il peut grimper aux arbres, mais cela devient plus difficile lorsqu’il grandit. Il peut également nager. Il est essentiellement solitaire et ne vit donc pas en meute. Son territoire a une étendue qui varie de huit à vingt kilomètres carrés et peut considérablement en chevaucher d’autres.

### Alimentation
Un diable de Tasmanie peut capturer jusqu’à un petit wallaby. En pratique, il est cependant opportuniste et se contente le plus souvent de charognes. Bien que le wombat soit sa nourriture préférée, il mange une grande variété d’animaux indigènes (y compris oiseaux, poissons, insectes, grenouilles, reptiles, voire volailles domestiques ; il a aussi été accusé de s’en prendre aux agneaux). Son régime varie largement en fonction de la nourriture disponible. Il mange quotidiennement environ 15 % de sa masse corporelle dont 40 % en trente minutes si nécessaire. Le diable élimine toute trace d’une carcasse, dévorant os et fourrure en plus de la viande et des organes internes. Les fermiers lui en sont reconnaissants : la rapidité avec laquelle il fait disparaître les charognes aide à prévenir la propagation d’insectes ou de maladies nuisibles au bétail.

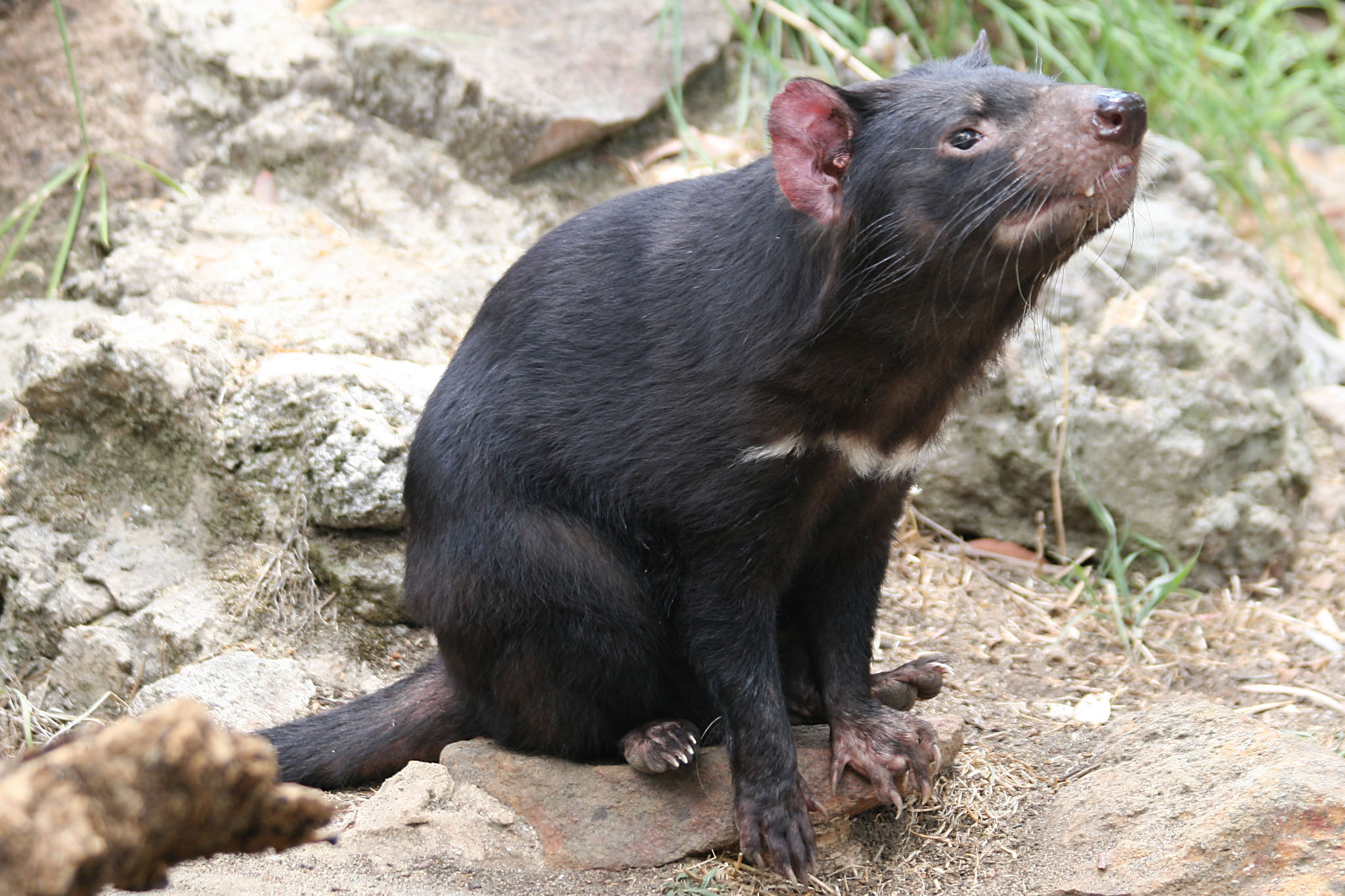
Diable de Tasmanie humant l’air à la recherche d’une proie.

Se nourrir est un évènement social pour le diable de Tasmanie : un repas peut réunir jusqu’à douze individus autour d’une carcasse, mais les affrontements sont alors fréquents. On peut entendre les hurlements des animaux qui s’affrontent à des kilomètres à la ronde. La domination s’établit habituellement par le son ou des postures physiques, toutefois des combats peuvent survenir avec des morsures parfois très graves.

### Reproduction
Les femelles commencent à procréer avec la maturité sexuelle, typiquement dans leur seconde année. À ce moment-là, elles deviennent fertiles une fois par an, produisant de multiples ovules pendant leur période de chaleur. La saison des amours survient en mars. Les animaux s’accouplent, dans des lieux abrités, aussi bien la nuit que le jour. À cette occasion, les mâles se disputent les femelles, ces dernières optant pour le mâle dominant. Les diables sont polygames : à moins qu’elle ne soit gardée après l’accouplement, une femelle s’accouplera avec d’autres mâles.
La gestation dure 31 jours, pour une portée de 20 à 30 individus, chacun pesant approximativement entre 0,18 et 0,24 gramme. À la naissance, les jeunes gagnent la poche ventrale depuis le vagin. Là, ils se fixent à un mamelon pour les cent jours à venir. Chez cette espèce, à l’instar du wombat, la poche s’ouvre vers l’arrière, rendant difficiles les interventions de la mère. En dépit de la taille de la portée, la femelle ne dispose que de quatre à six mamelons. Il en résulte dès le début de leur existence, une lutte fratricide dans la poche maternelle, qui aboutit très rapidement à la mort de la plupart des petits. Seuls trois ou quatre parviennent à survivre. Statistiquement, il subsiste davantage de femelles.
La croissance est rapide. À 15 jours, l’oreille externe est visible. Les paupières sont apparentes à 16 jours, les vibrisses à 17 et les lèvres à 20. Le jeune commence à développer de la fourrure à 49 jours et possède un pelage complet à 90 jours. Juste après s’ouvrent les yeux — entre 87 et 93 jours — et la bouche peut relâcher son emprise sur le mamelon à cent jours. C’est 105 jours après la naissance que les jeunes quittent la poche, apparaissant comme de petites copies du parent et pesant environ 200 grammes. Contrairement aux petits kangourous, ils ne regagnent pas la poche : ils restent dans la tanière pour trois mois supplémentaires, s’aventurant pour la première fois à l’extérieur entre octobre et décembre, avant de gagner leur indépendance en janvier. Les diablesses sont fécondables six semaines par an environ.

## Habitat et répartition
Il vit sur l'île de Tasmanie. Répandu et assez courant à travers cet État australien, on le trouve dans tous les habitats de l’île, notamment aux abords de zones urbaines. Il affectionne particulièrement les côtes boisées et les forêts sclérophylles sèches.

## Classification
Le naturaliste George Harris a décrit pour la première fois le diable de Tasmanie en 1807. Il lui avait donné le nom de Didelphis ursina. En 1838, Richard Owen le rebaptisa Dasyurus laniarius avant que Pierre Boitard ne le déplace dans le genre Sarcophilus en 1841 en lui donnant le nom de Sarcophilus harrisii. Plus tard, une proposition de révision de son nom a été faite en 1989 en se basant sur l’étude de quelques fossiles continentaux. Cette proposition n’a pas été acceptée par la communauté scientifique internationale et le nom de S. harrissii doit s’appliquer à l’espèce actuelle, celui de S. laniarius à une espèce fossile. Des études phylogénétiques récentes montrent que le diable de Tasmanie est plus proche du genre Dasyurus que du Tigre de Tasmanie, ou thylacine, disparu récemment.

## Menaces et conservation

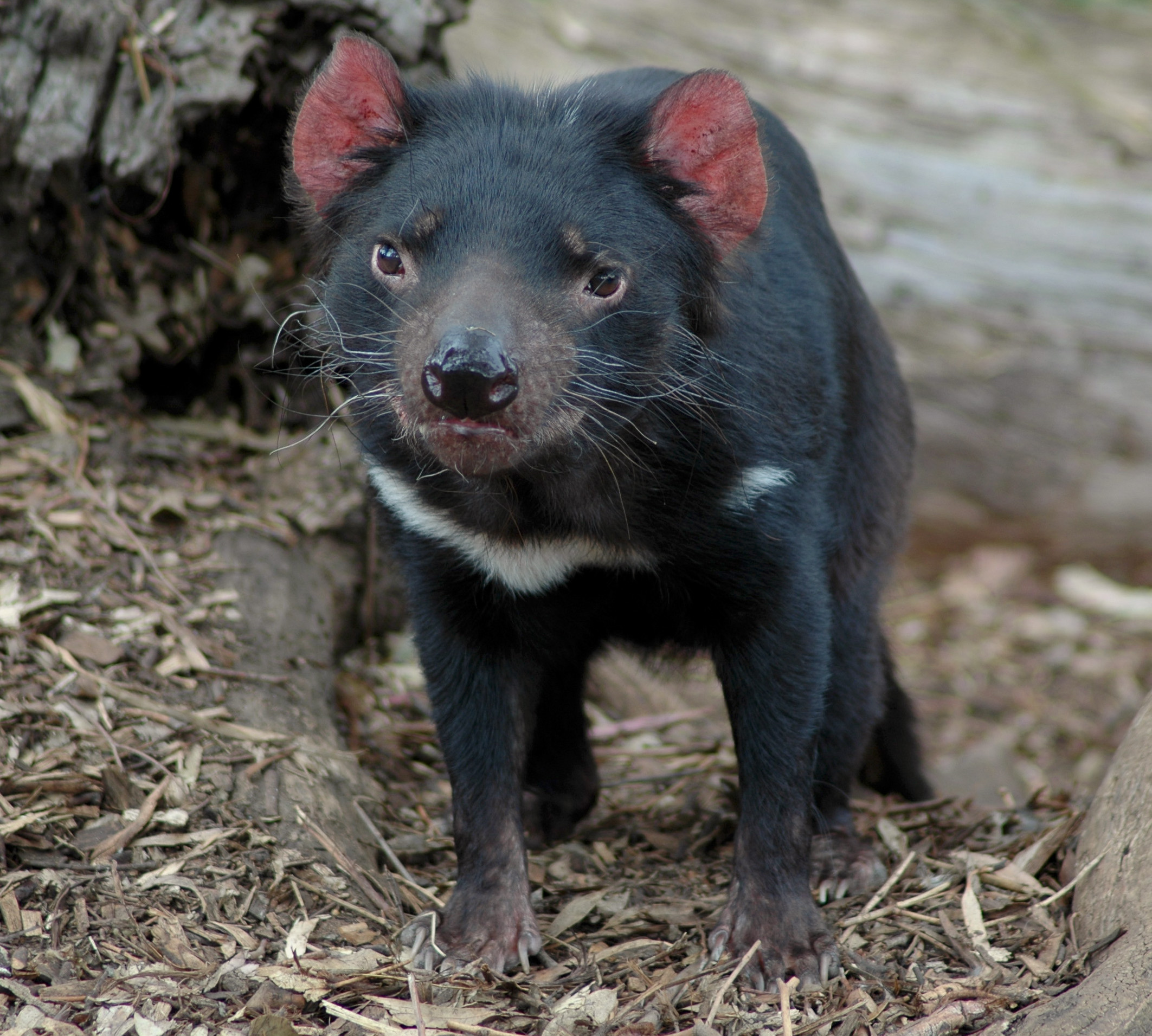
Jeune diable de Tasmanie.

La Tasmanie a longtemps été le dernier refuge des grands marsupiaux carnivores. Ils se sont éteints en Australie continentale peu après l’arrivée des premiers chasseurs préhistoriques, en commençant par les plus gros. Seuls les plus petits (ce critère est devenu un facteur d’adaptation pour échapper à l’homme) ont survécu. Les fossiles de l’ouest de l’État de Victoria attestent l’existence du diable de Tasmanie jusqu’à il y a environ 600 ans (soit 400 ans avant l’immigration européenne). Son extinction est attribuée à la prédation des dingos (introduits par l’homme) et à la chasse par les indigènes. En raison de l’absence de dingos en Tasmanie, deux espèces avaient pu survivre. L’extermination du tigre de Tasmanie (thylacine) par les européens à leur arrivée est connue, le diable de Tasmanie a été lui aussi très menacé.
Les premiers colons tasmaniens mangeaient du diable, qui aurait le goût de veau. Par crainte pour le bétail, un schéma de primes pour en débarrasser les propriétés rurales a été introduit dès 1830. Les cent années suivantes, les pièges et l’empoisonnement amenèrent l’espèce au bord de l’extinction. Cependant, à la mort du dernier Thylacine en 1936, la menace a été reconnue. Le diable de Tasmanie a été légalement protégé en 1941 et la population s’est doucement rétablie.
Les petites populations fragmentées sont plus sensibles aux maladies, notamment exotiques importées par l’homme ou ses espèces domestiques. Au moins deux déclins majeurs de la population sont survenus, peut-être dus à des épidémies : en 1909 et 1950. La population actuelle est très mal connue. Le gouvernement tasmanien l’estime entre 10 000 et 100 000 individus (avec une fourchette plus étroite comprise entre 20 000 et 70 000),. La Tasmanie et l’Australie en interdisent l’exportation.
Bien qu’il n’y ait que 5,25 habitants par km2 en Tasmanie, environ 100 000 animaux par an y sont écrasés sur les routes. Selon l’australien A. Hobday 1 à 2 % des diables de Tasmanie meurent ainsi tous les ans, ce qui est une cause importante et supplémentaire d’affaiblissement de leurs populations.
L’introduction récente du renard roux (Vulpes vulpes) pour tenter d’éradiquer le lapin également introduit a été suivie d’une invasion des renards, probablement facilitée par le recul du diable de Tasmanie.

### Tumeur faciale transmissible

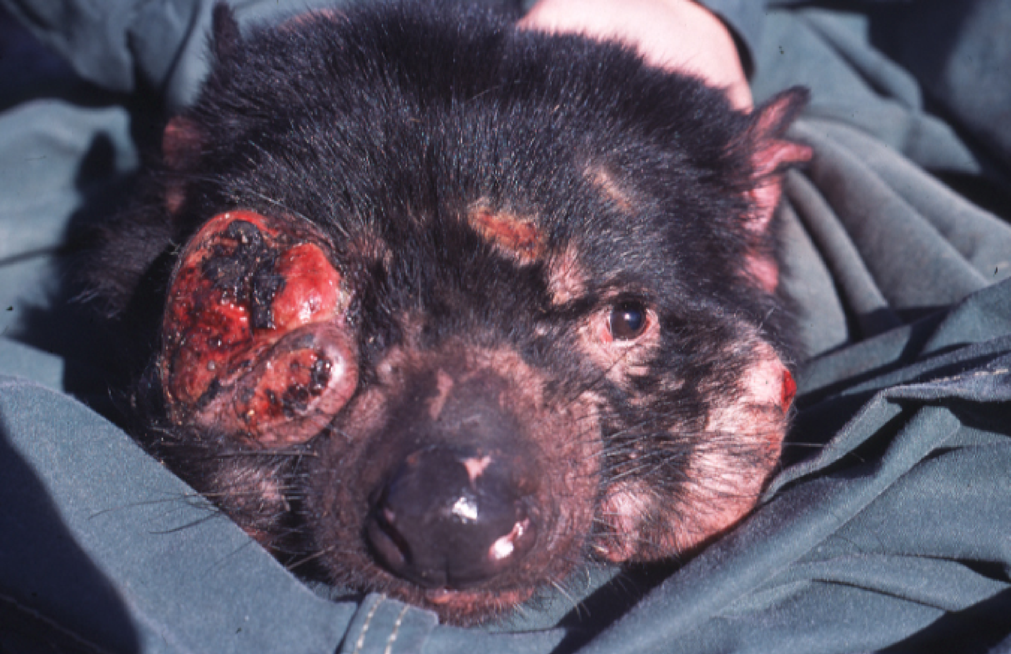
Depuis 1996, une maladie mortelle dont un des stades est une tumeur de la face évoluant en cancer semble se transmettre à un nombre croissant de diables de Tasmanie qui en meurent systématiquement.

Depuis 1996, une maladie, la tumeur faciale transmissible du Diable de Tasmanie (Devil Facial Tumour Disease ou DFTD en anglais), dont une des composantes est une tumeur de la face évoluant en cancer, semble se transmettre à un nombre croissant d’individus (via des blessures, suppose-t-on). Depuis son identification cette maladie aurait tué la moitié de la population en Tasmanie. Cette maladie constitue l'un des rares cas documenté de cancer contagieux.
La maladie résulte vraisemblablement d'une modification génétique. Alors que le diable de Tasmanie possède quatorze chromosomes, les cellules cancéreuses ne possèdent plus la paire de chromosomes sexuels mais présentent en revanche quatre nouveaux chromosomes d’origine inconnue. La mort du sujet contaminé survient entre trois et huit mois, soit des suites de la maladie, soit de faim, l’animal n’étant plus capable de s’alimenter. Une implication des retardateurs de flamme dans la pathogénie de cette maladie est une hypothèse qui a été proposée.
La gravité de la situation, notamment dans les secteurs affectés, a fait placer l’espèce comme menacée et pourrait devoir être clonée (sans donc préserver la diversité génétique relictuelle des populations survivantes). Des sujets sains ont été transférés en Australie et des mesures strictes de quarantaine entre réserves imposées. Le plan vétérinaire australien (AusVet Plan) de 2005 inclut une stratégie de réponse à la maladie, qui a fait l’objet d’un atelier (29–31 août 2005) et d’un rapport final du Department of Primary Industries, Water, and Environment. Les recherches pour éradiquer la maladie continuent.
L'expansion de la maladie a atteint un pic au début des années 2000, avec un taux de reproduction R0 supérieur à 3,5. Fin 2020, après que près de 80 % des diables de Tasmanie ont disparu, la maladie atteint un palier, avec R0 ≤ 1 chez les quelque 15 000 diables survivants,.

### Conservationex situ
Les restrictions sur l’exportation du diable de Tasmanie hors d’Australie ont eu pour conséquence qu’il a longtemps été impossible de les observer en captivité ailleurs qu’en Australie.
Toutefois, le gouvernement de Tasmanie a envoyé un couple au zoo de Copenhague, à la suite de la naissance du premier fils du prince héritier du Danemark, Frederik, et de son épouse Marie, une Tasmanienne, en octobre 2005. En 2017, deux jeunes nés de ce couple en 2013 sont envoyés au zoo de Pairi Daiza en Belgique, second pays européen à pouvoir accueillir des représentants de l’espèce. La Ménagerie du Jardin des plantes de Paris accueille depuis juillet 2023 deux individus.
Le diable de Tasmanie fait aujourd'hui l'objet d'un programme de conservation ex situ supervisé par la ville de Canberra en Australie et piloté à l'échelle européenne par le zoo de Copenhague (Danemark). Seules quatre institutions zoologiques en Europe hébergent des diables de Tasmanie, dont le ZooParc de Beauval en France, dans le cadre du programme européen pour les espèces menacées (EEP). L'objectif du programme est de capturer des individus sains et de les placer dans une zone protégée de la Tasmanie, ainsi que dans des zoos pour multiplier les viviers sains en attendant de travailler sur un vaccin.

### Réintroduction
En 2020, pour la première fois, des diables de Tasmanie ont été réintroduits sur le continent australien. Une vingtaine d'entre eux ont été transférés dans un sanctuaire situé au sein du parc national de Barrington Tops, à moins de 300 km au nord de Sydney, à l'est du pays. L'initiative a été menée par l'organisation australienne Aussie Ark (en), en collaboration avec les ONG Global Wildlife Conservation et WildArk. L'objectif est, à terme, de réintroduire l'espèce dans un environnement dont elle a disparu depuis très longtemps : selon les recherches les plus récentes, les dernières populations australiennes pourraient avoir succombé il y a environ 3 000 ans.